# Brampton (Eden)
Brampton is een gehucht in het bestuurlijke gebied Eden, in het Engelse graafschap Cumbria. Het maakt deel uit van de civil parish Long Marton. Het landhuis 'Brampton Hall' dateert van de zeventiende eeuw en heeft een vermelding op de Britse monumentenlijst.